# Odd Man In
Odd Man In är den amerikanska sångaren och pianisten Jerry Lee Lewis 31:a studioalbum, utgivet 1975. Albumet gavs ut på skivbolaget Mercury.

## Låtlista
| 1. | "Don't Boogie Woogie (When You Say Your Prayers Tonight)" | Layng Martine Jr.            | 2:34 |
| 2. | "Shake, Rattle and Roll"                                  | Charles F. Calhoun           | 2:53 |
| 3. | "You Ought to See My Mind"                                | Carl Knight                  | 2:21 |
| 4. | "I Don't Want to Be Lonely Tonight"                       | Baker Knight                 | 3:12 |
| 5. | That Kind of Fool"                                        | Mack Vickery                 | 2:24 |
| 6. | "Goodnight, Irene"                                        | Huddie Ledbetter, Alan Lomax | 3:42 |

| 1.           | "A Damn Good Country Song"          | Donnie Fritts  | 2:05  |
| 2.           | "Jerry's Place"                     | Ray Griff      | 2:29  |
| 3.           | "When I Take My Vacation to Heaven" | Herbert Buffum | 3:04  |
| 4.           | "Crawdad Song"                      | –              | 3:02  |
| 5.           | "Your Cheatin' Heart"               | Hank Williams  | 2:42  |
| Total längd: | Total längd:                        | Total längd:   | 29:08 |